# Első magyar szitkozódás
A legkorábbról írásban is fennmaradt magyar szitkozódás az 1479-ból való Dubnici krónikában található, amelyet ismeretlen szerzője 1479-ben, a Tiszántúlon állított össze korábbi művek alapján, saját koráig folytatva. A krónikának ez a részlete egy 1370 körül íródott műből származik.
1355-ben I. Lajos magyar király segélyhadat küldött Habsburg II. Albert osztrák herceg és Luxemburgi IV. Károly német-római császár támogatására Zürich és szövetségesei ellen. A krónika szerint: Zürich város körül rettenetesen megharcoltak a svábföldi németekkel. A magyarok azt kiáltva: Szent királyok, segítsetek! – az isten kegyelméből végül győztek. … Úgy hullottak le a szájas németek a magyarok előtt, mint ökrök a vágóhídon. A magyarok ugyanis azt a parancsot kapták, hogy egy németet se fogjanak el, hanem mindnyájukat részegítsék meg a halál poharából… A magyarok vészes kardot villogtatva fejük fölött, elcsapták kezüket és fejüket, mondván: Veszteg, kurvanő fia szaros német, ittátok vérünket, ma isszuk ti véreteket. A latin nyelvű műben magyarul szerepel az utolsó mondat. Betűhíven:
„Wezteg kwrwanewfya zaros nemeth, iwttatok werenkewht, ma yzzywk thy wertheketh”.